# Entombed
Entombed er et svensk dødsmetal-band der blev stiftet i 1987 under navnet Nihilist. Sammen med Dismember og Unleashed fulgte Entombed op på den første bølge af skandinavisk metal som blev sat i gang af bands som Carnage. Derfor blev bandet hurtigt kendt som pionerer indenfor skandinavisk dødsmetal.

## Biografi

### Som Nihilist 1987 – 1989
Entombed blev stiftet i 1987 under navnet Nihilist af trommeslageren Nicke Andersson. Han rekrutterede efterfølgende sine skolekammerater Alex Hellid på guitar, Daniel Strachal som vokalist og Leif Cunzer som bassist. Daniel forlod dog hurtigt bandet og til deres første demo Premature Autopsy i 1988 optrådte Lars Göran Petrov som gæstevokalist. Efter udgivelsen blev Matthias Boström sanger i bandet. Der gik dog ikke længe inden han forlod dem. Lars vendte tilbage og afløste ham som fuldtidsvokalist. Efterfølgende udgav de deres anden demo Only Shreds Remain. Bassisten Leif var derefter tvunget til at forlade bandet da han skulle til Canada og studere. Han blev boende i landet til sin død i juni 2006. Bandet rekrutterede derefter Uffe Cederlund som guitarist og Johnny Hedlund som bassist til deres tredje demo Drowned der blev udgivet i 1989.

### Som Entombed
I 1989 brød Nihilist op, og medlemmerne stiftede kort tid efter et nyt band ved navn Entombed, dog uden bassisten Johnny, der blev afløst af David Blomqvist. Bandet udgav deres første demo i 1989 ved navn But Life Goes On. Nicke og Uffe sendte demoen til Nihilists gamle pladeselskab Necrosis der var blevet overtaget af Earache Records. Entombed fik derved en kontrakt og kunne i 1990 udgive deres debutalbum Left Hand Path. Ved indspilningerne forlod Blomqvist bandet så Nicke og Uffe var nødsaget til at dele basspillet mellem sig. Kort tid efter færdiggørelsen af albummet fik de en ny bassist ved navn Lars Rosenberg. Han nåede endda at komme med på billedet til Left Hand Path-ep'en samt i musikvideoen til sporet "Left Hand Path" selvom han ikke var med til at indspille det.

### ClandestineogWolverine Blues
I 1991 forlod Lars Göran bandet efter et skænderi med Nicke. Orvar Säfström fra Nirvana 2002 afløste ham derfor som midlertidig vokalist til deres ep Crawl. Til det andet album Clandestine hyrede Entombed Johnny Dordevic som fast forsanger. Albummet blev udgivet i 1991 og gav bandet en smule succes. Selvom Johnny stod nævnt på cd-coveret som vokalist viste det sig senere at det var Nicke der havde sunget alle sangene på albummet. Dordevic sang kun til liveoptrædener og det var derfor bandets intention at Johnny skulle tage sangtimer. Dordevic havde dog hverken interesse i sangtimer eller indøvning med bandet og blev derfor smidt ud. Efterfølgende vendte Lars tilbage til bandet som tog på turné i Amerika sammen med Unleashed og Morbid Angel. Da Entombed kom tilbage til Sverige efter turnéen gik de i studiet og indspillede ep’en Hollowman som var en forsmag på det kommende album. I 1993 udgav bandet deres tredje album Wolverine Blues. Musikalsk havde albummet trukket dødsmetal længere ind på et rytmisk område der blev kendt som death'n roll. Wolverine Blues medførte et absolut gennembrud for bandet i hele verdenen
 og hyldet som et mesterværk indenfor doom og dødsmetal-genren.
I 1994 inviterede Napalm Death Entombed til at turnére sammen med dem rundt i Europa. Det endte dog med at Entombed konstant stjal showet fra hovednavnet på turnéen. Meningen var at de efterfølgende skulle spille i Nordamerika men Lars kom aldrig med da hans pas var blevet stjålet. Entombed optrådte derfor kun i Toronto Ontario hvor Uffe måtte optræde som vokalist.

### DCLXVI: To Ride Shoot Straight and Speak the Truth
I maj 1995 skete der noget uventet da deres bassist Rosenberg pludselig tog på turné med bandet Therion uden at give de andre besked. Samtidig med han var væk fik Entombed et tilbud om at spille i Hultsfred. Medlemmerne blev enige om at smide Rosenberg ud da han ikke kunne passe sin pligt ved dem. Derfor blev Jörgen Sandström hyret som ny bassist. Året efter forlod de Earache og skrev kontrakt med East West Records. Kontrakten varede dog ikke længe da bandet kom i strid med pladeselskabet. Efterfølgende valgte de at skrive kontrakt med Music for Nations som udgav deres fjerde album DCLXVI: To Ride Shoot Straight and Speak the Truth i 1997. Albummet blev placeret som nummer syv på den svenske albumshitliste. Samtidig var Nicke med i et andet band ved navn The Hellacopters. Efter udgivelsen af deres debutalbum valgte Nicke at forlade Entombed da The Hellacopters var ved at få succes. Hans afløser blev Peter "Flinta" Stjärnvind.

### Same DifferenceogUprising
Entombed tog i 1998 på turné i Europa, Japan, Australien og USA. Efter turnéen gik bandet atter i studiet og indspillede deres album Same Difference, som var det første uden den originale trommeslager Nicke der havde haft ansvaret for en stor del af sangskrivningen. Albummet blev udgivet i november 1998 og responsen var ikke nær så positiv som ved de andre fire udgivelser. Entombed optrådte efterfølgende på Englands Ozzfest for at tage en pause fra studiet. Samtidig udgav deres gamle pladeselskab Earache et livealbum med bandet ved navn Monkey Puss som allerede var blevet indspillet i 1992. Efter Ozzfest indspillede Entombed coversange fra Black Juju ep'en og fra november til december tog de på turné i Skandinavien med Meshuggah.
I 2000 udgav bandet deres album Uprising som modtog meget positiv respons. Ikke kun var det gamle logo blevet fornyet men albumcoveret var det samme som blev brugt på But Life Goes On demoen. Entombed havde samtidig også genindspillet nummeret fra deres debutalbum "Left Hand Path" der nu gik under navnet "Say It In Slugs". Til indspilningerne af Uprising havde bandet inviteret Dismembers trommeslager Fred Estby til at spille trommer på numrene "Year In Year Out" og "Returning to Madness". På den amerikanske albumsversion blev der tilføjet tre bonusnumre til.

### Som Entombed A.D.
I 2014 danner Lars Göran Petrov, Entombed A.D. sammen med tidligere medlemmer af Entombed, efter en strid om retten til brug af navnet Entombed med guitaristen Alex Hellid.
Hellid, Andersson and Cederlund genforenes som Entombed i 2016.

## Medlemmer

### Entombed A.D.
- Lars Göran Petrov – Vokal ( 2014 - død 2021)
- Nico Elgstrand – guitar (2014–21)
- Victor Brandt - bas (2014-21)
- Olle Dahlstedt – Trommer (2014-21)

### Entombed
- Alex Hellid - lead guitar (1987–2014, 2016–)
- Uffe Cederlund – rhythm guitar, keyboards, backing vokal (1987–2005, 2016–), bass (1989–1990)
- Nicke Andersson – Trommer (1987–1997, 2016–), vokal (1992), bass (1989–1990)
- Edvin Aftonfalk - bas (2016–)
- Robert Andersson - vokal (2016–)

### Entombed tidligere medlemmer
- Mattias Boström – vokal (1987–1988)
- Lars Göran Petrov – Vokal (1988 -2013; død 2021)
- Leif Cuzner – bas (1987–1988; død 2006)
- Johnny Hedlund – bas (1988–1989)
- David Blomqvist – bas (1989)
- Lars Rosenberg – bas (1990–1995)
- Johnny Dordevic – vokal (1991–1992)
- Orvar Säfström – vokal (1991, 2014)
- Jörgen Sandström – bas (1995–2004)
- Peter Stjärnvind – trommer (1997–2006)
- Nico Elgstrand – bas (2004–2010), guitar (2010–2014)
- Olle Dahlstedt – trommer (2006–2014)
- Victor Brandt – bas (2010–2014)

## Diskografi

### Demoer

#### Som Nihilist
- Premature Autopsy (1988)
- Only Shreds Remain (1989)
- Drowned (1989)

#### Som Entombed
- Left Hand Path (1990)
- Clandestine (1991)
- Wolverine Blues (1993)
- DCLXVI: To Ride Shoot Straight and Speak the Truth (1997)
- Entombed (Compilation, 1997)
- Monkey Puss (Live in London) (1998, indspillet 1992)
- Same Difference (1998)
- Uprising (2000)
- Morning Star (2002)
- Sons of Satan Praise the Lord (2002)
- Inferno (2003)
- Unreal Estate (Live, 2004)
- Serpent Saints - The Ten Amendments (2007)

#### Entombed.A.D
- Back to the Front (2014)
- Dead Dawn (2016)
- Bowels of Earth (2019)

### Ep'er
- Crawl (EP, 1990)
- Stranger Aeons (EP, 1991)
- Hollowman (EP, 1993)
- Wreckage (EP, 1997)
- Black Juju (EP, 1999)
- When in Sodom (EP, 2006)

### Singler
- Out of Hand (1993)
- Full of Hell (1993)
- Contempt (1993)
- Night of the Vampire (1995)
- Like this with the devil (1997)

### Andre
- Nihilist : Demoer fra 1987-1989 (2005) Samling af alle Nihilist indspilninger samt Entombed' første demo But Life Goes On.